# لی-نینگ
لی_نینگ (چینی: 李宁有限公司)، یک کارخانه تولید تجهیزات ورزشی است که محل آن کشور چین می‌باشد؛ و در سال ۱۹۹۰ توسط لی نینگ، ورزش‌کار سابق چینی، تأسیس شده ‌است. این شرکت کفش ورزشی، پوشاک، تجهیزات ورزشی و ساک ورزشی تولید می‌کند. باشگاه فرهنگی ورزشی پرسپولیس تهران، استقلال تهران، تراکتور تبریز و نساجی مازندران در فوتبال ایران از محصولات این شرکت استفاده می‌کردند.